# Pietra Rasa

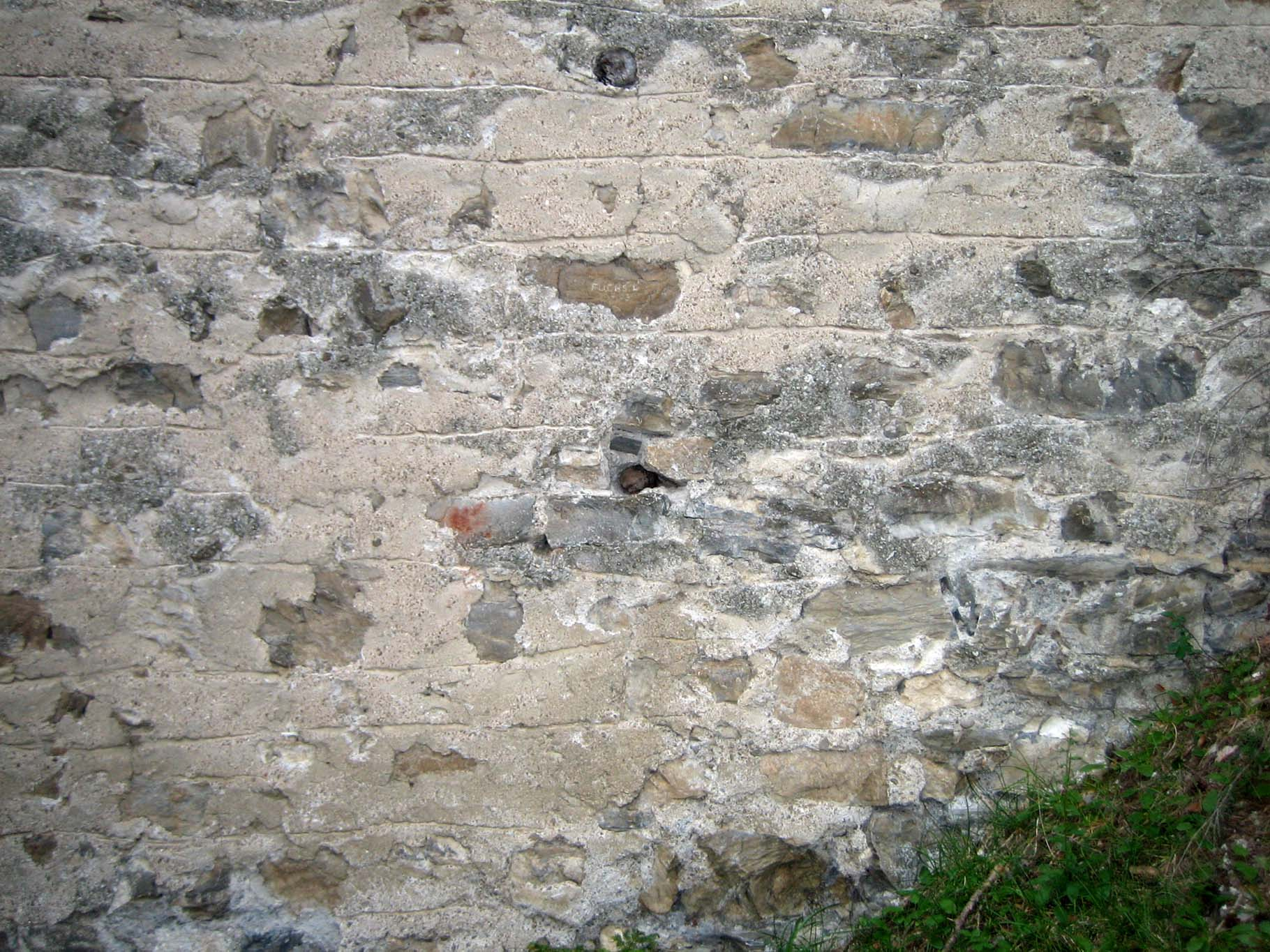
Außenmauer der Ruine Ruchenberg: Pietra Rasa mit Fugenstrich

Pietra Rasa ist eine historische Technik, die das Verfugen mit dem Verputzen auf Feld- und Bruchsteinmauern kombiniert. Dabei wird der überschüssige Setzmörtel glatt auf die Steinoberflächen verstrichen, die Steinköpfe bleiben aber unbedeckt und sichtbar. Im Anschluss daran kann ein Fugenstrich mit der Kelle gezogen werden.